# Municipio de O'Neil
El municipio de O'Neil (en inglés: O'Neil Township) es un municipio ubicado en el condado de Faulk en el estado estadounidense de Dakota del Sur. En el año 2010 tenía una población de 12 habitantes y una densidad poblacional de 0,13 personas por km².

## Geografía
El municipio de O'Neil se encuentra ubicado en las coordenadas 45°7′2″N 99°24′59″O / 45.11722, -99.41639. Según la Oficina del Censo de los Estados Unidos, el municipio tiene una superficie total de 93.8 km², de la cual 89,84 km² corresponden a tierra firme y (4,22 %) 3,96 km² es agua.

## Demografía
Según el censo de 2010, había 12 personas residiendo en el municipio de O'Neil. La densidad de población era de 0,13 hab./km². De los 12 habitantes, el municipio de O'Neil estaba compuesto por el 91,67 % blancos y el 8,33 % eran de una mezcla de razas. Del total de la población el 0 % eran hispanos o latinos de cualquier raza.